# Бернау-ім-Шварцвальд
Бернау-ім-Шварцвальд (нім. Bernau im Schwarzwald) — громада в Німеччині, знаходиться в землі Баден-Вюртемберг. Підпорядковується адміністративному округу Фрайбург. Входить до складу району Вальдсгут.
Площа — 38,04 км2. Населення становить 1975 ос. (станом на 31 грудня 2020).